# Paul Aymé
Paul Aymé (* 29. Juli 1869 in Marseille; † 25. Juli 1962 in Madrid) war ein französischer Tennisspieler.

## Karriere
In den Jahren 1897 bis 1900 gewann Aymé das Championnat de France International de Tennis (heute French Open) viermal in Folge, was nach ihm bisher nur dem Schweden Björn Borg (von 1978 bis 1981) und Rafael Nadal (von 2005 bis 2008) gelang. Nadal überbot diese Leistung dann mit fünf Siegen in Folge von 2010 bis 2014.
1897 schlug er den Briten Francky Wardan in vier Sätzen mit 6:7, 7:5, 6:3 und 6:1.
Den Franzosen Paul Lebreton besiegte er 1898 in fünf Sätzen mit 0:6, 6:1, 6:0, 5:7 und 8:6 und 1899 in fünf Sätzen mit 9:7, 5:7, 6:0, 9:11 und 7:5.
Im Jahr 1900 gewann er gegen den Franzosen Alain Prévost in einem ausgeglichenen Endspiel in drei Sätzen mit 6:4, 10:8 und 24:22.
Nur Rafael Nadal mit 14, Max Décugis mit acht, Björn Borg mit sechs und Henri Cochet mit fünf Titeln waren in Roland Garros erfolgreicher als er.
Aymé zählte zu den besten französischen Tennisspielern seiner Zeit.